# Kraftwerk Harkort
Das Kraftwerk Harkort (auch bezeichnet als Kraftwerk Wetter) ist ein Wasserkraftwerk an der Ruhr etwas unterhalb des Harkortsees in der Stadt Wetter (Ruhr) in Nordrhein-Westfalen. Es wurde Anfang des 20. Jahrhunderts ursprünglich zur Energiegewinnung für einen benachbarten Industriebetrieb gebaut. Zur Aufstauung des Harkortsees wurden 1931 große Teile des Altkraftwerks durch einen Neubau ersetzt. Das heutige Kraftwerk gehört dem Ruhrverband und wird im Verbund mit der RWE Koepchenwerk betrieben. Das Turbinenhaus des Kraftwerks steht auf der Denkmalliste von Wetter und ist Standort der Route der Industriekultur und der Märkischen Straße Technischer Kulturdenkmäler.
Benannt ist das Kraftwerk nicht, wie oftmals angenommen, nach dem Industriepionier Friedrich Harkort, sondern nach dem 1779 gegründeten Schöntaler Stahl- und Eisenwerken Peter Harkort & Sohn, die die Anlage errichten ließen und zur Bauzeit von Hermann Harkort geleitet wurden.

## Anlage
Angelegt ist das Kraftwerk Harkort als Ausleitungskraftwerk – eine Sonderform des Laufwasserkraftwerks – mit integrierter Schleuse. Es wird mit Ruhrwasser durch einen etwa 800 m langen Ausleitgraben (Obergraben) gespeist, der neben dem Stauwehr am Ende des Harkortsees beginnt und vom eigentlichen Ruhrverlauf durch die so genannte Ruhrinsel getrennt ist. Gut 160 m unterhalb des Kraftwerks vereinigt sich der dann Untergraben genannte künstliche Flusslauf wieder mit der Ruhr. Der heutige Verlauf des Grabens geht auf einen historischen Mühlengraben zurück, der später zum Werkskanal ausgebaut wurde.
Der Harkortsee oberhalb des Kraftwerks hat auch die Funktion eines Ausgleichsbeckens für das Koepchenwerk, das einige Kilometer flussaufwärts am Hengsteysee liegt. Durch den dortigen Pumpspeicherbetrieb schwanken die Wasserspiegel von Hengstey- und Harkortsee regelmäßig im Tagesverlauf und der Wasserzufluss zum Harkortsee erfolgt unregelmäßig. Aus dem Harkortsee wird dann jedoch über das Kraftwerk Harkort und das Harkortsee-Stauwehr über den Tag verteilt wieder eine gleichmäßige Wassermenge in die Ruhr abgegeben.
Das Stauwehr des Harkortsees ist ein Walzenwehr mit vier Walzen. Es befindet sich auf Wetteraner Stadtgebiet direkt unter der Ruhrbrücke zwischen Alt-Wetter und Hagen-Vorhalle (B-226-Straßenbrücke, Friedrichstraße). Unterhalb des Wehres schließt der eigentliche Ruhrverlauf an, an dem das Gemeinschaftswasserwerk Volmarstein liegt. Der Großteil des Wassers aus dem Harkortsee wird über den Obergraben dem Kraftwerk zugeführt; dem alten Ruhrlauf wird regulär nur eine Mindestwassermenge zugeführt.

## Geschichte
Bereits im 14. Jahrhundert befand sich in der Nähe des heutigen Kraftwerkstandorts, im so genannten Mühlenfeld am Schöntal, eine mit Wasserkraft betriebene Kornmühle, de alde Möle (die alte Mühle). 1360 erwarben die Grafen von der Mark die Mühle von den Herren von Volmarstein.
Anfang des 19. Jahrhunderts verlor die Mühle an Bedeutung; 1817 wurde im Zuge der Stein-Hardenbergschen Reformen der Mühlenzwang aufgehoben. Anschließend erwarben die Schöntaler Stahl- und Eisenwerke das Areal und nutzten das Mühlengebäude für einige Jahrzehnte als Schleiferei, bis es 1899 abgebrochen wurde.
Wenige Jahre später begann das Unternehmen mit Planungen für ein eigenes Wasserkraftwerk auf dem alten Mühlengelände. 1881 war dort bereits ein Bürogebäude errichtet worden, in dem u. a. 1904 ein Direktorenzimmer für Hermann Harkort nach einem Entwurf des flämischen Künstlers Henry van de Velde gestaltet wurde. Die Jugendstil-Einrichtung des Zimmers befindet sich heute in Herdecke auf Gut Schede, einem Landgut der Familie Harkort.
Kurz darauf, 1907/08, ging der Entwurfsauftrag für ein 51 m langes und gut 10 m hohes, an das Bürogebäude angrenzendes Turbinenhaus an den Architekten Bruno Taut, der mit dem Hagener Kunstmäzen Karl Ernst Osthaus bekannt war. In den Folgejahren wurde das Kraftwerk Harkort schließlich gebaut und in Betrieb genommen. Es hatte ursprünglich vier Turbinen und Generatoren, die zusammen etwa 1,2 MW leisteten. Raum für eine weitere Reserveturbine war vorhanden.
In den 1920er Jahren begann dann der Ruhrverband mit den Arbeiten zur Aufstauung der Ruhr zwischen Herdecke und Wetter zum 1931 fertiggestellten Harkortsee. Der Werksgraben zum Kraftwerk wurde ausgebaut und begradigt, der Deich (Damm) wurde verstärkt und das alte Kraftwerk Harkort wurde bis 1931 durch einen längeren Neubau mit stärkeren Maschinen ersetzt. Lediglich das Turbinenhaus mit seiner Fassade aus bossierten Ruhrsandsteinquadern blieb weitgehend erhalten. Im Laufe der Jahre wurde die Fassade allerdings etwas überformt; sie befindet sich nicht mehr im Originalzustand.
1986 wurde das Turbinenhaus als örtliches Baudenkmal Nr. 117 unter Denkmalschutz gestellt.
2004 wurde auf der Südseite des Kraftwerks eine Fischaufstiegsanlage gebaut. Es handelt sich um einen naturnahen Umgehungsbach, der mit Hilfe von 57 Einzelbecken auf einer Länge von rund 380 m einen Höhenunterschied von 5,3 m überwindet. Neben dem Fischaufstieg befindet sich außerdem die etwa 230 m lange Umtragestrecke für Wasserwanderer.